# Јо-јо
Јо-јо је једноставна играчка стара вијековима, а врхунац популарности је достигла у првој половини 20. вијека. Састоји се од два диска исте величине који су одмакнути један од другог не више од неколико милиметара, а повезани су осовином на коју је причвршћен тањи конопац. Игра се одвија тако што се у руци (обично са прстом провученим кроз омчу) држи слободни крај конопца, а затим се лаганим трзајем руке пушта да играчка падне. Дискови се трзајем на крају конопца почињу заједно окретати намотавајући или одмотавајући конопац око осовине. Вјештији играчи тај поступак могу понављати веома дуго и у веома различитим смјеровима.

## Историја
Најстарији јо-јо датира из 440. године п. н. е. Пронађена је грчка ваза са цртежом који приказује дјечака који се игра овом играчком. Други грчки списи из тог периода говоре да се играчка правила од дрвета, метала или теракоте. Играчке од теракоте су обично служиле за симболично жртвовање боговима када би дјечак сазријевао и израстао у мушкарца, док су играчке од осталих материјала стварно служиле за игру. Историјски списи са Филипина описују ловце у 16. вијеку који су користили камен на узици, којим би из крошњи дрвећа гађали животиње испод себе, а који би се у случају промашаја враћао до ловца.
Иако више није тако популарна играчка као у првој половини 20. вијека, данас се одржавају разна такмичења у владању јо-јом.
Реч јо вероватно потиче од илоканског израза yóyo, или сродне речи са Филипина.

### Прва јо-јо компанија
Године 1928, Педро Флорес, филипински имигрант у Сједињеним Државама, отворио је Јо-јо производну компанију у Санта Барбари, Калифорнија. Посао је почео са десетак ручно израђених играчака; до новембра 1929. Флорес је радио са две додатне фабрике у Лос Анђелесу и Холивуду, које су све заједно запошљавале 600 радника и производиле 300.000 јединица дневно.
Сам Дубинер је име „Јо-јо” је регистровао као заштитни знак у Ванкуверу у Канади 1932. године, а Харви Лоу је победио на првом Светском јо-јо такмичењу у Лондону, Енглеска. Године 1932, почели су да се производе и шведски Калмартрисан јо-јои.
Године 1933, јо-јои су забрањени у Сирији, јер су многи мештани сујеверно кривили њихову употребу за тешку сушу.

### Оживљавање током 1960-их
У случају заштитног знака 1965. године, савезни апелациони суд пресудио је у корист компаније Ројал Топс, утврдивши да је јо-јо постао део уобичајеног говора и да Данкан више нема искључива права на термин. Као резултат трошкова ове правне битке, као и других финансијских притисака, породица Данкан је 1968. године продала назив компаније и повезане робне марке компанији Фламбо, Инк, која је производила Данканове пластичне моделе од 1955. године. Према подацима из 2020. године, Фламбо Пластик је наставио да води компанију.

### Успон кугличног лежаја
Шведска компанија за лежајеве SKF је 1984. накратко производила нове јо-јое са кугличним лежајевима. Године 1990, Кун је представио СБ-2 јо-јо који је имао алуминијумски диференцијал, што га чини првим успешним јо-јоом са кугличним лежајевима.
На тржишту постоји много нових типова кугличних лежајева који одступају од оригиналног дизајна и/или материјала стандардног кугличног лежаја од нерђајућег челика. На пример, одређени тип лежаја има закривљену површину окренуту ка унутра, како би се спречило трљање тетиве о бочне стране јо-јоа, што би изазвало нежељено трење приликом извођења замршених трикова са жицама. Други произвођачи ово понављају са сличном унутра закривљеном површином, али користе мање модификације. Неки врхунски лежајеви користе керамичке композите у куглицама лежаја, да би се смањило унутрашње трење, поново чинећи глаткије јо-јо окретање. Драгоцени материјали као што је рубин су такође коришћени као материјал за прототип кугличних лежајева због својих особина као што је екстремна тврдоћа.. Материјал је први пут тестиран на прототипу лежаја који је направио Волф Јојо Воркс у мају 2018.

### Модеран јо-јо
Ера након јо-јо бума касних 1990-их често се назива „модерном“ ером јо-јоа. Модерну јо-јо еру карактеришу знатно компликованије и софистицираније јо-јо технике него што је било раније, као и мноштво различитих јо-јо дизајна креираних да служе различитим нишним сврхама. Ова повећана сложеност јо-јо игре је дозвољена увођењем технологије кугличних лежајева у јо-јо, што је омогућило јо-јоима да се окрећу много дуже него што је то раније било могуће. Ово је, поред појаве технике везивања и нереагујућег јо-јоинга, опремило јо-јо играче суштински неограниченом количином слободе, са којом су могли да створе безброј јо-јо трикова и техника.
У јеку ове револуције која се догодила у јо-јоу, појавио се пејзаж јо-јо такмичења прилагођен овом модерном стилу јо-јо игре. (Погледајте, на пример, Светско јо-јо такмичење.) Изван такмичарске сцене, јо-јо играчи редовно деле видео снимке својих јо-јо трикова на Интернету. Уобичајено место где играчи то раде је на Инстаграму, користећи хештаг „#trickcircle“. Неки јо-јо играчи су такође постигли скроман успех ван јо-јо заједнице, постајући вирални на ТикТоку, Some yo-yo players have also found modest success outside the yo-yo community, going viral on TikTok, стичући значајне пратиоце на YouTube, или су били представљени као гости у телевизијским програмима.

## Наводна употреба као оружје
Не постоје чврсти историјски докази да су јо-јои икада коришћени као оружје. Верује се да је та идеја била маркетиншки трик који су Данкан јо-јо демонстранти ширили у раним годинама компаније. Без обзира на то, идеја да се јо-јо могу користити као оружје опстаје до данас у поп култури, као у кинеској телевизијској серији Блејзинг Тинс, и у јапанској франшизи Guilty Gear лика Бриџит (анимација чији су џиновски јо-јо покрети су били велики изазов за остваривање природног изгледа).

## Разне врсте јо-јо играчке

### Кинески јо-јо
Кинески јо-јо је обликом сличан класичној играчки, али његови дискови су знатно више раздвојени, а конопац је везан за штапове, по један на сваком крају. Конопац је омотан око осовине која повезује дискове. Штапови се држе сваки у једној руци, па се играчка врти и окреће комбинацијом помјерања руку играча. Осим као играчка за дјецу, кинески јо-јо се користи и у неким традиционалним кинеским плесовима.
- Јо-јо израђен од дрвета
- Јо-јо од пластике или силикона
- Модеран јо-јо лептирастог облика